# Оркадас (антарктическая станция)
Оркадас (исп. Orcadas) — научно-исследовательская станция Аргентины в Антарктике, расположенная на острове Лори, одном из Южных Оркнейских островов, на высоте 4 м над уровнем моря и в 170 м от воды. Старейшая из ныне действующих антарктических станций.
Ближайший порт — аргентинский город Ушуая за 1502 км. На базе 11 зданий и четыре основные темы исследований: континентальная гляциология, сейсмология, морская гляциология (с 1985) и метеорологические наблюдения (с 1903). Средняя температура января составляет 0 °С со средним максимумом 2,7 °С, средняя температура июля — −10 °С со средним минимумом −13 °С.

## История
Основана Шотландской национальной антарктической экспедицией в 1903 году и передана под управление Аргентины в 1904 году. На станции со дня основания постоянно кто-то находится, это первая постоянно населённая база; она является одной из шести постоянных станций Аргентины в части Антарктиды, на которую она предъявляет права.
30 марта 1927 года, военно-морской унтер-офицер Эмилио Бальдони наладил радиотелеграфное сообщение с Ушуаей. До этого момента База Оркадас оставалась изолирована от остального мира в течение примерно одного года, между ежегодными посещениями судна снабжения. Радиостанция (код LRT в Аргентине), разрешена для постоянного канала связи.
Оркадас была единственной станцией на островах в течение 40 лет, до того как британцы основали небольшую летнюю базу Кейп-Геддес на острове Лори в 1946 году, которую сменили на исследовательскую станцию Сигню на острове Сигню в 1947 году. На станции Оркадас также появился первый телеграф в Антарктике в 1927 году. На станции находится до 45 человек летом и около 14 зимой.